# Lopik (plaats)

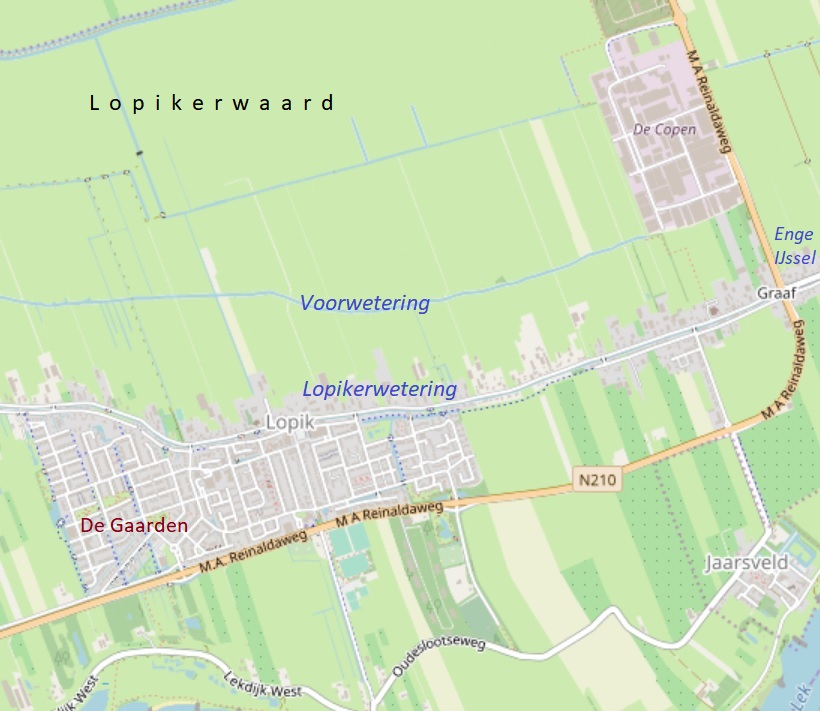
Lopik en omgeving

Lopik is een dorp in de gelijknamige gemeente Lopik. Het is de grootste van de kernen in de gemeente Lopik met ongeveer 8.235 inwoners (2023).
Lopik ligt grofweg ingeklemd tussen de Lopikerwetering in het noorden en de N210 in het zuiden. De plaats ligt in de Lopikerwaard.

## Geschiedenis
Lopik wordt voor het eerst vermeld in 1155, als 'Lobeke'. De naam Lobeke evolueerde geleidelijk via Lopeke, Locop(e), Loopwijc, Loopwick en Lopica naar het tegenwoordige Lopik. Oorspronkelijk bestond het landschap van de Lopikerwaard uit moerassen en bossen. In het moeras zorgden kleine riviertjes als de Enge IJssel en de Lobeke voor de afvoer van het overtollige water. De Zevender, het westelijke deel van de Lobeke, mondde bij Schoonhoven uit in de Lek. De Zevender is nu de Lopikerwetering, die de scheiding vormt tussen de polders Noord-Zevender en Zuid-Zevender. De Enge IJssel stroomde naar het oosten en kwam uit in de Hollandse IJssel. De ontginning van het gebied in de elfde eeuw na Christus gebeurde in opdracht van de bisschop van Utrecht. De heerlijke rechten van Lopik behoorden toe aan het Utrechtse Kapittel van Sint-Marie. Het gezag in Lopik werd vertegenwoordigd door een schout. De tot 1811 bestaande band tussen Lopik en Sint-Marie is door het hartschild in het wapen van Lopik nog herkenbaar. Voorafgaand aan de ontginning werd begonnen met een gegraven watergang 'De Graaf' vanaf het veenstroompje Zevender-Lobeke naar de Enge-IJssel. Het rechte water De Graaf ligt ten oosten van de huidige kern van Lopik. De ontginning van het moeras startte vanuit de ontstane Lopikerwetering in noordelijke richting. Om het drassige land te ontwateren werden haaks op de waterloop sloten gegraven. Het water liep vanaf het hoger liggende land door natuurlijk verval naar de lager gelegen Lopikerwetering. Langs deze wetering stond het Steenhuis, een adellijk huis van de familie Van Vliet.

### Lintdorp
De kavels waarin de ontgonnen grond werd verdeeld werden copen genoemd. De ontstane cope-ontginning Lopikwetering was ongeveer twaalf kilometer lang. Lopik ontstond als lintdorp en geldt als schoolvoorbeeld voor ruilverkaveling. Ook op andere copen in de Lopikerwaard ontstonden kilometerslange bebouwingslinten met kernen rondom nieuw gestichte kerken en kastelen. 
Vanuit Lopik werd met kleine kleine vaartuigen handelsproducten als touw en zeildoek vervoerd tussen Schoonhoven en Utrecht. De Lopikervoordijk vormde daarbij het jaagpad. Aan de wetering vestigden zich dorpswinkels, ambachtelijke bedrijven, woningen en overheidsgebouwen. Deze voordijk is de tegenwoordige Dorpstraat en Lopikerweg West en Oost. 

### Uitbreidingen
Nadat rond 1952 de provinciale M.A. Reinaldaweg was aangelegd breidde de bebouwing zich uit. Behalve een industrieterrein kwamen er nieuwe woonwijken ten zuiden van de oorspronkelijke lintbebouwing. Er ontwikkelde zich in de loop der tijd echter geen dorpscentrum rondom de kerk. Na de eeuwwisseling werd het dorp uitgebreid met  de nieuwbouwwijk De Gaarden. Nadien werden het centrum herontwikkeld waarbij het dorpshuis de Schouw en het winkelcentrum werden vernieuwd. Op het nieuw aangelegde Willem Alexanderplein worden sindsdien een weekmarkt en andere activiteiten georganiseerd.

### Kerk
In de dertiende eeuw kreeg Lopik voor het eerst een stenen kerk. De latere 50 meter hoge toren die in de 15e eeuw werd gebouwd was een duidelijk herkenningspunt in de hele Lopikerwaard. Nadat de torenspits in de Tachtigjarige Oorlog werd verwoest werd deze in 1637 hersteld. Aan het eind van de achttiende eeuw werd de kerk in fases afgebroken.

## Voorzieningen
- Het in 2013 verbouwde dorpshuis De Schouw staat met een foyer in verbinding met sportzaal De Wiekslag.
- Het dorp heeft in 2022 vier basisscholen: De Nieuwe Wiel, Jan Bunnikschool, Gerardus Majellaschool en De Regenboog.
- Openluchtzwembad Lobeke ligt aan de Churchill-laan.

### Verenigingen
- Crescendo - muziekvereniging
- Monarchisten - rijvereniging
- Univé-Lvv - volleybal
- Onderling Genoegen - muziekvereniging
- SSS (Sport Staalt Spieren) - gymnastiek
- TVL - tennis
- SV Lopik - voetbal
- De Zender - badminton

## Geboren in de plaats Lopik
- Adriaan Hoogendoorn (1958) - politicus
- Ton Strien (1958) - politicus
- Petra Doornenbal (1971) - politica
- Tjaarke Maas (1974) - kunstschilder
- Peter Schep (1977) - wielrenner
- Kees van Buuren (1986) - voetballer